# 雷恩山
70°46′S 64°28′W / 70.767°S 64.467°W
雷恩山是南極洲的山峰，位於帕爾默地的戴耶高原，由4座山峰組成，處於韋爾奇山脈西北面30公里，在1974年由美國地質調查局繪入地圖。